# Casa escuela rural de Montegrande
La Casa escuela rural de Montegrande es el lugar en el que vivió durante sus primeros años de vida Gabriela Mistral, la poetisa chilena nacida en Vicuña. El inmueble se encuentra ubicado en Montegrande en la comuna de Paihuano, provincia del Elqui, Región de Coquimbo, Chile. Actualmente funciona como museo.

## Historia
A principios de 1892 se instaló en esta vivienda la primera Escuela de Niñas de Montegrande. Emelina Molina, media hermana mayor de Gabriela, fue puesta a cargo del establecimiento con sólo 18 años. Como en otras escuelas rurales de la época, la joven profesora tenía derecho a residir en el mismo inmueble. Fue entonces cuando la madre, Petronila Alcayaga, llegó a vivir con ella, llevando consigo a su hija más pequeña, quien rozaba los tres años de edad.
Las tres mujeres residían en la parte posterior, mientras que en la habitación principal funcionaba la sala de clases. En una pequeña estancia a la entrada de la casa, se instaló una oficina postal.
Gabriela Mistral la ganadora del premio nobel de literatura, recibió su enseñanza primaria en este lugar. Por su parte, la hermana, Emelina, se desempeñó como profesora de la escuela, por lo que vivieron en ella durante 8 años. Es esta casa hecha de adobe y con un gran patio, vivió gran parte de su infancia la gran Gabriela Mistral desde el año 1892 a 1899.
La escuela fue el lugar y el hogar en el que Gabriela mistral y su familia vivieron muchos momentos de su vida de los cuales convierten a esta escuela en un lugar muy importe en la vida y en los recuerdos de Gabriela, hechos como su hermana Emelina Molina Alcayaga quien trabajaba como profesora y su madre Petronila Alcayaga Rojas que se dedicaba al cultivo y a la jardinería en esta cálida escuela.
Igualmente esta casa fue su escuela, en la que aprendió sus primeras letras. También tuvo la primera interacción con los libros del cual aprendió a leer.

## Arquitectura y Aspectos Constructivos
La casa de un piso, se encuentra construida de adobe y empotrada en la ladera de un cerro. En una habitación de aproximadamente 20 m² se impartían las clases y en otro cuarto más pequeño estaba instalado el dormitorio de la familia. Además, la casa posee un patio largo y estrecho, con árboles y vista al río. 
La casa queda cerca de la iglesia San Francisco de Montegrande en la cual Gabriela hizo su primera comunión. 
La antigua casa-escuela de Gabriela Mistral se ha preservado, con sus anchos muros y piso de madera. Hoy en día funciona como museo, con objetos y antigüedades con las que vivió Gabriela, igualmente se exhiben icónicas fotografías y artículos de la increíble y talentosa poeta.
En su interior hay muebles y objetos que permiten recrear su aspecto original.

## Declarada Monumento Nacional
El 24 de agosto de 1979, mediante el Decreto N°2174, la Casa Escuela Rural fue declarada Monumento Nacional, recalcando la necesidad de preservar todas las inmediaciones que estuvieron vinculadas a Gabriela Mistral.

## En la actualidad
El inmueble se encuentra administrado por la Ilustre Municipalidad de Paihuano. Concesión gratuita mediante la Resolución Exenta N°E-941 del 15 de febrero de 2016; luego que la entidad solicitara la ocupación del inmueble el cual alberga un museo de sitio, con una exhibición de fotografías y objetos relacionados con la poeta, así como muebles y artículos que permiten recrear su aspecto original, con la finalidad de restaurar y ampliar la Casa Escuela, en donde vivió la poetisa Gabriela Mistral. La Casa Escuela se encuentra dentro de la Ruta Patrimonial Nº49 Camino a Gabriela Mistral.  

## Galería

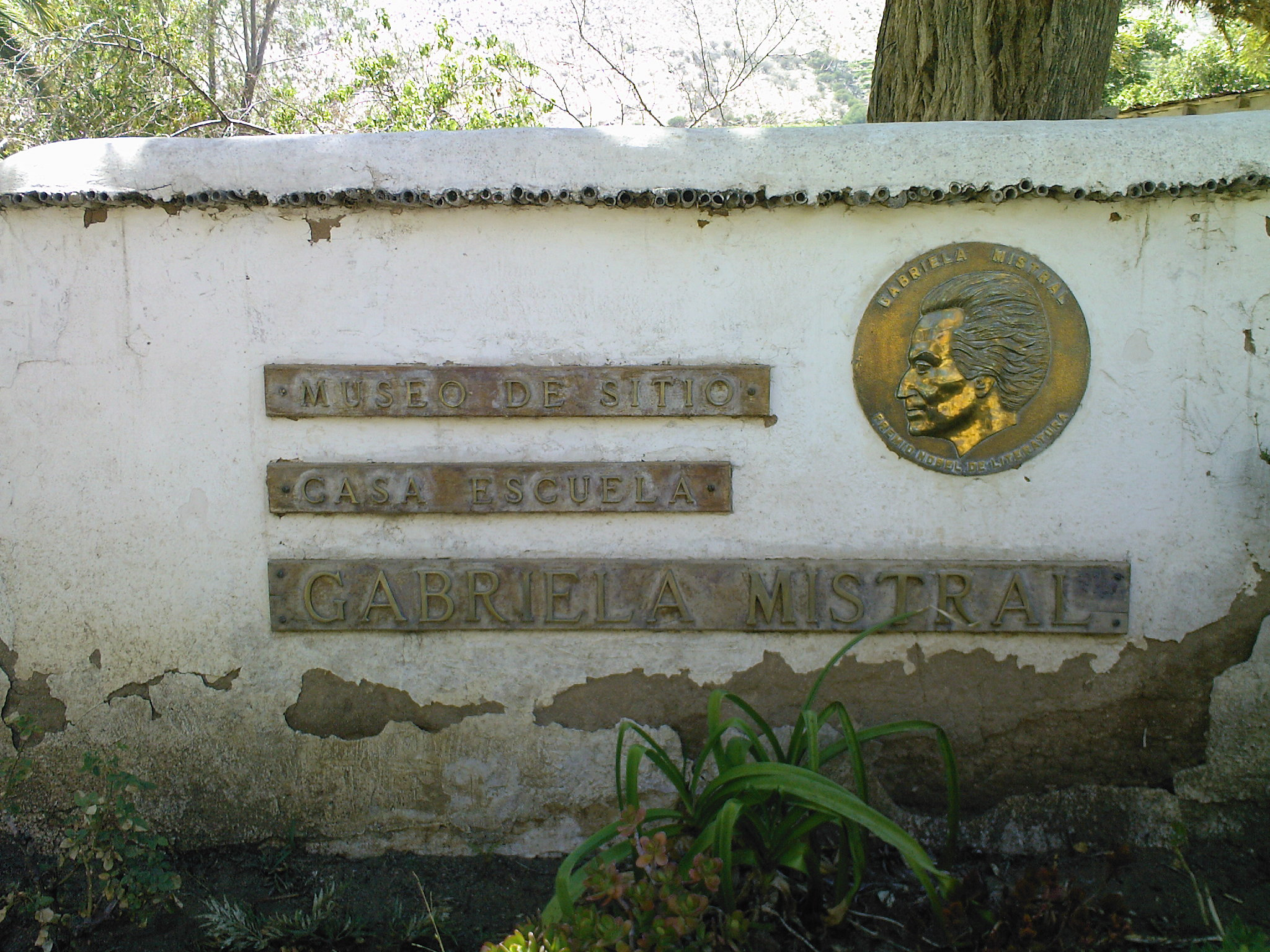
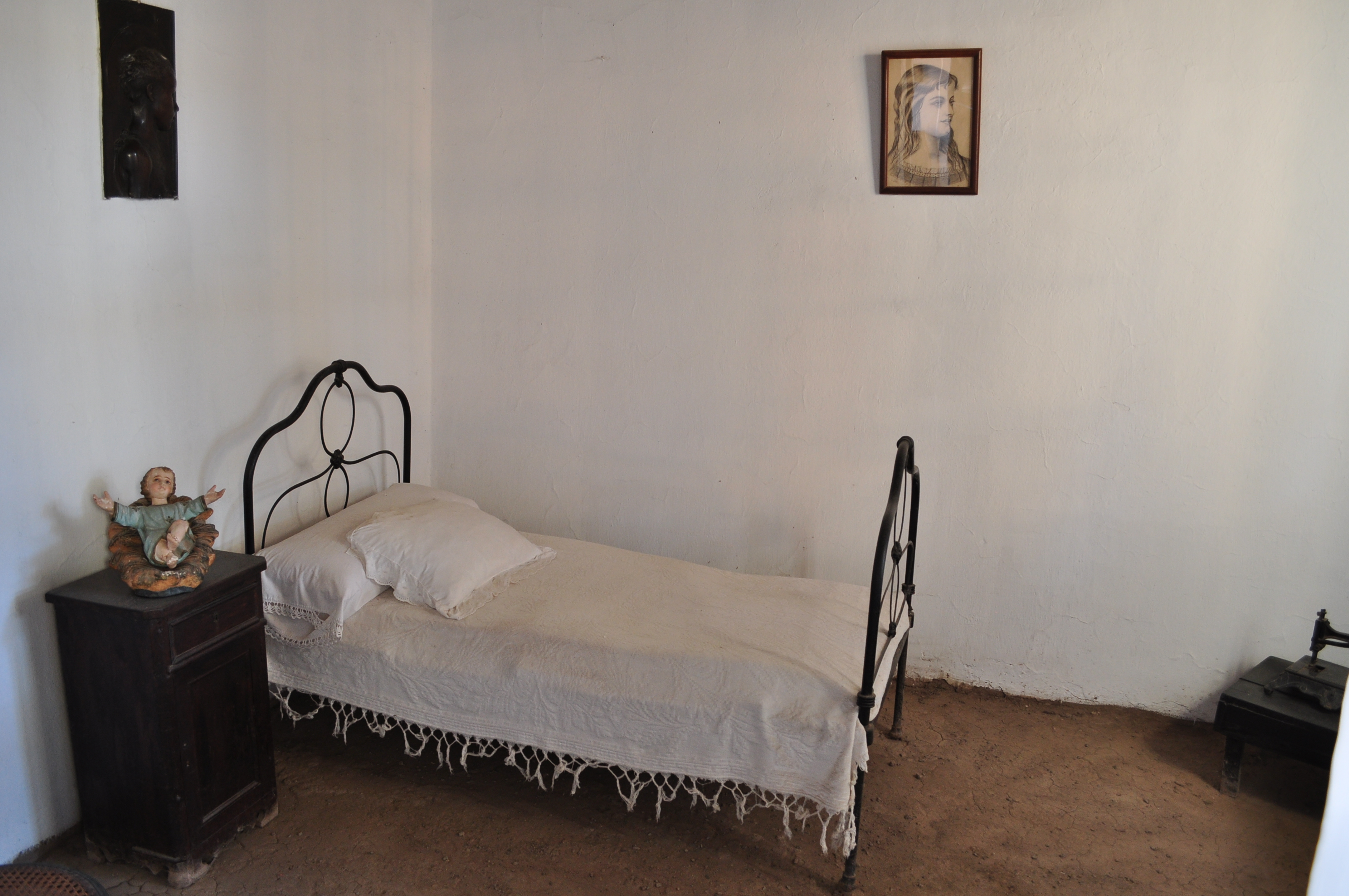

- Archivo:00241 mh 04105-10.jpg